# Эйтон, Деандре
Деандре Эдонилл Эйтон (англ. Deandre Edoneille Ayton; род. 23 июля 1998 года в Нассау, Багамские Острова) — багамский профессиональный баскетболист, ранее выступавший в Национальной баскетбольной ассоциации за команду «Портленд Трейл Блейзерс». Играет на позиции центрового и тяжёлого форварда. На студенческом уровне выступал за команду Аризонского университета «Аризона Уалдкэтс». Был выбран «Санз» на драфте НБА 2018 года под общим первым номером.

## Ранние годы
Эйтон родился на Багамских Островах в городе Нассау в семье нигерийца Элвина и багамки ямайского происхождения Андреи. Кроме него в семье было ещё четверо детей. Впервые в Деандре разглядел баскетбольный талант местный баскетбольный журнал Bahamian Basketball Yearbook. Когда будущему баскетболисту было 12 лет его рост был уже выше 195 см и скауты из All Bahamian Brand пригласили его принять участие в их лагере. Позже он переехал в Сан-Диего (штат Калифорния), где стал учиться и играть за местную старшую школу.

## Профессиональная карьера

### Финикс Санз (2018—2023)

#### Сезон 2018/19: Награды новичка
21 июня 2018 года на драфте НБА Эйтон был выбран под общим первым номером клубом «Финикс Санз», таким образом, он стал первым в истории «Санз» первым номером драфта. Никогда прежде игрок, выбранный под первым общим номером, не попадал в команду из штата, где он играл в школе и колледже до прихода в НБА. 1 июля он в составе своей новой команды принял участие в Летней лиге НБА, а 6 июля подписал контракт с клубом. За четыре игры в летней лиге Эйтон в среднем набирал 14,5 очка и делал 10,5 подбора и был включён в вторую сборную турнира. На предсезонке 2018 года в составе «Санз» он также набирал 18,2 очка, 9,8 подбора, 2,0 блока, 1,4 передачи и 0,8 перехвата за игру в пяти матчах. По окончании предсезонки он лидировал среди всех игроков НБА по количеству очков, подборов, блоков, штрафных бросков и попыток бросков с игры.
Эйтон дебютировал в НБА 17 октября 2018 года в матче-открытии сезона, где в победной игре против «Даллас Маверикс» он набрал 18 очков, сделал 10 подборов и 6 передач. Это позволило Айтону стать первым игроком, набравшим такие показатели в дебютном матче со времен Лью Алсиндора в 1969 году, а также третьим игроком со времен Оскара Робертсона в 1960 году. Пять дней спустя в матче против действующего чемпиона «Голден Стэйт Уорриорз» Деандре набрал 20 очков и сделал 14 подборов. 27 октября он набрал 24 очка при почти идеальной точности (12 из 13 попаданий с игры) и сделал 5 передач в поражении от «Мемфис Гриззлис». Он стал вторым новичком за 40 сезонов (первым был Адам Киф), набравшим не менее 12 очков с процентом попаданий 90% и выше. Шесть дней спустя Эйтон сделал дабл-дабл из 17 очков и 18 подборов в проигрыше «Торонто Рэпторс» со счетом 98-107. 29 декабря в игре против «Денвер Наггетс» Эйтон набрал 33 очка и установил личный рекорд результативности. В первой половине сезона Эйтон выходил в старте в каждой игре «Санз», когда был здоров, за исключением одной. 29 января 2019 года Эйтон был включен в состав сборной мира на матч восходящих звёзд НБА в рамках Уикенда всех звезд НБА 2019 года. 15 февраля 2019 года Эйтон принял участие в матче восходящих звёзд НБА за сборную мира. 27 марта Эйтон побил рекорд Альвана Адамса по количеству дабл-даблов, сделанных новичками в истории франшизы. Однако через три дня в игре с «Мемфис Гриззлис» Айтон вывихнул левую лодыжку, досрочно завершив дебютный сезон. Он стал третьим новичком за последнее десятилетие, которому удалось сделать дабл-дабл в среднем за игру в своем дебютном сезоне, присоединившись к Блэйку Гриффину и Карлу-Энтони Таунсу. По окончании сезона Эйтон был назван одним из трех финалистов премии «Новичок года НБА» на шоу NBA Awards 2019. 21 мая Айтон был выбран в первую сборную новичков НБА.

#### Сезон 2019/20: Отстранение от игры и совершенствование в игре
24 октября 2019 года, после старта сезона 2019/20, Эйтон был отстранен на 25 игр после положительного теста на мочегонное средство, нарушив антинаркотическую политику лиги. Он вернулся после отстранения 17 декабря против «Лос-Анджелес Клипперс», набрав 18 очков и 12 подборов в поражении со счетом 99-120. После этого Эйтон сразу же выбыл из строя на следующие пять игр из-за растяжения правой лодыжки, а затем снова вернулся, на этот раз выходя со скамейки запасных, 30 декабря в матче с «Портленд Трэйл Блэйзерс» (122:116). Он вернулся в качестве стартового игрока, хотя и в качестве тяжелого форварда, 3 января 2020 года в матче с «Нью-Йорк Никс» (120:112). После еще нескольких игр Эйтон снова стал основным центровым команды 16 января. В тот вечер он набрал 26 очков и сделал максимальный в карьере 21 подбор в победе над «Никс» со счетом 121-98. Он стал первым игроком «Санз» со времен Стива Нэша, который провел за команду игру в формате 20/20 (первый игрок со времен Амаре Стадемайра по количеству очков и подборов), а также самым молодым игроком, набравшим 25+ очков и 20+ подборов в «Мэдисон-сквер-гарден». 28 января Эйтон набрал максимальное количество очков за сезон - 31 - в победе над «Даллас Маверикс» со счетом 133-104. Два дня спустя было объявлено, что Эйтон вернется на матч восходящих звёзд НБА в составе сборной мира; он присоединился только к Амаре Стадемайру и Девину Букеру как заявленным участникам турнира за «Санз» в качестве новичка и второгодки, но не сыграл из-за травмы левой лодыжки, в итоге его заменил Николо Мелли. 8 февраля Эйтон набрал 28 очков и взял 19 подборов в поражении от «Денвер Наггетс». Он стал самым быстрым игроком в истории франшизы, набравшим 1000 подборов в 94 играх, а также четвертым игроком, набравшим 1000 подборов с 1992 года. Позднее Эйтон повторил свой результат в 28 очков и 19 подборов 22 февраля в победе над «Чикаго Буллз» со счетом 112-104. Получив травму лодыжки 3 марта в игре с «Торонто Рэпторс», Эйтон вернулся в строй 31 июля, набрав 24 очка и 12 подборов в победе над «Вашингтон Уизардс» со счетом 125-112. Он выходил в старте в семи из восьми игр команды в «пузыре» НБА 2020 года, что позволило «Санз» добиться идеального рекорда в 8 побед, обеспечив «Санз» первую восьмиматчевую победную серию с сезона 2009/10, когда они завершили регулярный чемпионат с рекордом 34-39.

#### Сезон 2020/21: Первый выход в плей-офф и финал НБА
После того, как в начале сезона Эйтон испытывал трудности в нападении (больше внимания уделяя защите), он вернулся после трехматчевой дисквалификации (из-за протоколов COVID-19 в середине января), став 18 и 20 января 2021 года лучшим бомбардиром и подбирающим игроком команды. В игре 20 января против «Хьюстон Рокетс» Эйтон набрал 26 очков, 17 подборов и сделал максимальные в карьере 5 блоков в выездной победе со счетом 109-103. Он стал первым игроком «Санз» со времен Шона Мэриона в 2007 году, набравшим не менее 25 очков, 15 подборов и 5 блоков в одной игре, а также единственным игроком «Санз», сделавшим это за последние 30 сезонов. Эйтон помог «Финиксу» завоевать место в плей-офф впервые с 2010 года.
23 мая Айтон дебютировал в плей-офф НБА, набрав 21 очко при 10 попаданий из 11 бросков и 16 подборах в первой игре первого раунда над «Лос-Анджелес Лейкерс» (99-90). Во второй игре финала конференции Айтон набрал 24 очка, сделал победный аллей-уп данк и 14 подборов в победе со счетом 104-103 над «Лос-Анджелес Клипперс», после чего «Санз» повели в серии со счетом 2-0. В 4-й игре финала конференции Эйтон набрал 19 очков, 22 подбора и 4 блока в победе над «Клипперс» со счетом 84-80. В 6-й игре финала конференции Эйтон набрал 16 очков и 17 подборов в победе над «Клипперс» со счетом 130-103 и вывел «Санз» в финал НБА впервые с 1993 года. В 1-й игре финала НБА против «Милуоки Бакс» Айтон набрал 22 очка и 19 подборов в победе со счетом 118-105. «Санз» повели в серии 2-0, но проиграли серию в шести матчах. В 22 матчах плей-офф Эйтон набирал в среднем 15,8 очка и делал 11,8 подбора за 36,4 минуты на площадке.

#### Сезон 2021/22: Рекорд франшизы по количеству побед
Эйтон и «Финикс Санз» не смогли договориться о продлении контракта до начала сезона. 23 марта 2022 года Эйтон набрал рекордные в карьере 35 очков в матче против «Миннесоты Тимбервулвз» (125—116), реализовав 15 из 24 бросков с игры и сделав 14 подборов. Эйтон и «Санз» завершили регулярный сезон с лучшим общим рекордом лиги — 64 победы и 18 поражений. 22 апреля Эйтон набрал 28 очков, 17 подборов и сделал три перехвата в третьем матче первого раунда плей-офф против «Нью-Орлеан Пеликанс» в победе со счетом 114-111. 2 мая в первой игре полуфинала Западной конференции Айтон набрал 25 очков и сделал восемь подборов в победе над «Даллас Маверикс» со счетом 121-114. «Санз» повели в серии со счетом 2-0 и проиграли в семи матчах.

#### Сезон 2022/23: Продление контракта
Не сумев договориться о продлении контракта с «Финикс Санз», Эйтон в межсезонье стал ограниченно свободным агентом. 14 июля 2022 года он подписал с «Индиана Пэйсерс» четырехлетний контракт на сумму 133 миллиона долларов, самый большой в истории лиги. «Санз» быстро повторили предложение «Пэйсерс». 18 июля 2022 года Эйтон подписал многолетний контракт с «Санз». 25 ноября Эйтон набрал 28 очков, реализовав 11 из 13 бросков с игры, и взял 12 подборов в победе над «Детройт Пистонс» со счетом 108-102. В следующей игре Эйтон набрал 29 очков и 21 подбор, что стало для него рекордом сезона, в победе над «Ютой Джаз» со счетом 113-112. Он стал первым игроком, набравшим не менее 28 очков и сделавшим 20 подборов в одной игре за «Санз» со времен Амаре Стадемайра в 2007 году. 29 ноября Эйтон был назван игроком недели Западной конференции НБА за 6 неделю (21-27 ноября), что стало его первой наградой игрока недели НБА в карьере. Он помог «Финиксу» провести беспроигрышную неделю из трех побед, набирая в среднем 23,7 очка и 16,0 подбора при 67,4 % попаданий с игры. На следующий день Эйтон набрал 30 очков и 14 подборов в победе над «Чикаго Буллз» со счетом 132-113. 28 декабря Эйтон набрал максимальное за сезон количество очков - 31 в матче с «Вашингтон Уизардс» со счетом 127-108.
4 февраля 2023 года Эйтон набрал 31 очко, реализовав 13 из 15 бросков с игры и взяв 16 подборов, в победе над «Детройт Пистонс» со счетом 116-110. В следующей игре Эйтон набрал 35 очков, реализовав 14 из 18 бросков с игры и взяв 15 подборов (включая решающий подбор и два решающих штрафных броска), в победе над «Бруклин Нетс» со счетом 116-112.

### Портленд Трейл Блэйзерс (2023—настоящее время)
27 сентября 2023 года в рамках трёхсторонней сделки Эйтон вместе с Джру Холидеем, Томани Камари и правом выбора в первом раунде на драфте НБА 2029 года перешёл в «Портленд Трейл Блейзерс», Дамиан Лиллард в «Милуоки Бакс», а Грейсон Аллен, Юсуф Нуркич, Нассир Литтл и Кеон Джонсон в «Финикс Санз». 30 октября Эйтон набрал 10 очков и сделал 23 подбора в победе над «Торонто Рэпторс» со счетом 99-91.
9 марта 2024 года Эйтон набрал 30 очков и сделал 19 подборов в матче с «Торонто Рэпторс». 13 марта Эйтон набрал 33 очка и сделал 19 подборов при 15 из 20 бросков с игры в матче с «Атланта Хокс». 18 марта стало известно, что Эйтон занял второе место в голосовании за звание лучшего игрока недели в Западной конференции НБА за 21 неделю (11-17 марта), набрав в среднем 26,5 очка и 14,0 подбора и приведя «Портленд» к результату в 2 победы и 2 поражения. 5 апреля Эйтон набрал максимальные в сезоне 34 очка, а также 13 подборов, три передачи, два перехвата и два блока в победе над «Вашингтон Уизардс» со счетом 108-102.
29 июня 2025 года «Трейл Блэйзерс» и Эйтон достигли соглашения о выкупе последнего года в его контракте.

## Выступления за национальную сборную
В 2016 году Эйтон в составе мужской баскетбольной команды Багамских Островов участвовал в Центробаскете — отборочном турнире ФИБА Америка для стран Центральной Америки и Карибского региона, где он в среднем за игру делал 11,1 подбора и стал лидером турнира по этому показателю. В 18 лет он также набирал в среднем 16 очков и 3,5 блока за игру. Семь лет спустя, в 2023 году, Эйтон вошел в состав сборной Багамских островов для участия в отборочном турнире Олимпиады 2024 года.

## Личная жизнь
Через несколько дней после урагана «Дориан», обрушившегося на Багамы, Эйтон пожертвовал 100 000 долларов на различные мероприятия по оказанию помощи и 10 сентября 2019 года провел акцию по сбору вещей и пожертвований для пострадавших от урагана.
6 марта 2021 года у Эйтона родился первый сын Деандре Эйтон (младший).

## Статистика

### Статистика в НБА
| Сезон                                                                                    | Команда  | Регулярный сезон | Регулярный сезон | Регулярный сезон | Регулярный сезон | Регулярный сезон | Регулярный сезон | Регулярный сезон | Регулярный сезон | Регулярный сезон | Регулярный сезон | Регулярный сезон | Серия плей-офф | Серия плей-офф | Серия плей-офф | Серия плей-офф | Серия плей-офф | Серия плей-офф | Серия плей-офф | Серия плей-офф | Серия плей-офф | Серия плей-офф | Серия плей-офф |
| Сезон                                                                                    | Команда  | GP               | GS               | MPG              | FG%              | 3P%              | FT%              | RPG              | APG              | SPG              | BPG              | PPG              | GP             | GS             | MPG            | FG%            | 3P%            | FT%            | RPG            | APG            | SPG            | BPG            | PPG            |
| ---------------------------------------------------------------------------------------- | -------- | ---------------- | ---------------- | ---------------- | ---------------- | ---------------- | ---------------- | ---------------- | ---------------- | ---------------- | ---------------- | ---------------- | -------------- | -------------- | -------------- | -------------- | -------------- | -------------- | -------------- | -------------- | -------------- | -------------- | -------------- |
| 2018/19                                                                                  | Финикс   | 71               | 70               | 30,7             | 58,5             | 0,0              | 74,6             | 10,3             | 1,8              | 0,9              | 0,9              | 16,3             | Не участвовал  | Не участвовал  | Не участвовал  | Не участвовал  | Не участвовал  | Не участвовал  | Не участвовал  | Не участвовал  | Не участвовал  | Не участвовал  | Не участвовал  |
| 2019/20                                                                                  | Финикс   | 38               | 32               | 32,5             | 54,6             | 23,1             | 75,3             | 11,5             | 1,9              | 0,7              | 1,5              | 18,2             | Не участвовал  | Не участвовал  | Не участвовал  | Не участвовал  | Не участвовал  | Не участвовал  | Не участвовал  | Не участвовал  | Не участвовал  | Не участвовал  | Не участвовал  |
| 2020/21                                                                                  | Финикс   | 69               | 69               | 30,7             | 62,6             | 20,0             | 76,9             | 10,5             | 1,4              | 0,6              | 1,2              | 14,4             | 22             | 22             | 36,4           | 65,8           | -              | 73,6           | 11,8           | 1,1            | 0,8            | 1,1            | 15,8           |
| 2021/22                                                                                  | Финикс   | 58               | 58               | 29,5             | 63,4             | 36,8             | 74,6             | 10,2             | 1,4              | 0,7              | 0,7              | 17,2             | 13             | 13             | 30,5           | 64,0           | 50,0           | 63,6           | 8,9            | 1,7            | 0,4            | 0,8            | 17,9           |
| 2022/23                                                                                  | Финикс   | 67               | 67               | 30,4             | 58,9             | 29,2             | 76,0             | 10,0             | 1,7              | 0,6              | 0,8              | 18,0             | 10             | 10             | 31,9           | 55,0           | -              | 52,2           | 9,7            | 1,0            | 0,6            | 0,7            | 13,4           |
| 2023/24                                                                                  | Портленд | 55               | 55               | 32,4             | 57,0             | 10,0             | 82,3             | 11,1             | 1,6              | 1,0              | 0,8              | 16,7             | Не участвовал  | Не участвовал  | Не участвовал  | Не участвовал  | Не участвовал  | Не участвовал  | Не участвовал  | Не участвовал  | Не участвовал  | Не участвовал  | Не участвовал  |
| 2024/25                                                                                  | Портленд | 40               | 40               | 30,2             | 56,6             | 18,8             | 66,7             | 10,2             | 1,6              | 0,8              | 1,0              | 14,4             | Не участвовал  | Не участвовал  | Не участвовал  | Не участвовал  | Не участвовал  | Не участвовал  | Не участвовал  | Не участвовал  | Не участвовал  | Не участвовал  | Не участвовал  |
|                                                                                          | Всего    | 398              | 391              | 30,8             | 59,0             | 23,0             | 75,5             | 10,5             | 1,6              | 0,7              | 1,0              | 16,4             | 45             | 45             | 33,7           | 62,9           | 50,0           | 66,1           | 10,5           | 1,3            | 0,6            | 0,9            | 15,9           |
| Наведите курсор мыши на аббревиатуры в заголовке таблицы, чтобы прочесть их расшифровку. |          |                  |                  |                  |                  |                  |                  |                  |                  |                  |                  |                  |                |                |                |                |                |                |                |                |                |                |                |

### Статистика в NCAA
| Сезон | Команда | Conf   | Class | GP | GS | MPG  | FG%  | 3P%  | FT%  | RPG  | APG | SPG | BPG | PPG  |
| --- | ------- | ------ | ----- | -- | -- | ---- | ---- | ---- | ---- | ---- | --- | --- | --- | ---- |
| 2017/18 | Аризона | Pac-12 | FR    | 35 | 35 | 33,5 | 61,2 | 34,3 | 73,3 | 11,6 | 1,6 | 0,6 | 1,9 | 20,1 |
| Всего | Всего   | Всего  | Всего | 35 | 35 | 33,5 | 61,2 | 34,3 | 73,3 | 11,6 | 1,6 | 0,6 | 1,9 | 20,1 |
| Наведите курсор мыши на аббревиатуры в заголовке таблицы, чтобы прочесть их расшифровку Статистика приведена с сайта sports-reference.com |         |        |       |    |    |      |      |      |      |      |     |     |     |      |